# Kostel svatého Petra a Pavla (Žďárec)
Kostel svatého Petra a Pavla je římskokatolický chrám v obci Žďárec v okrese Brno-venkov. Je chráněn jako kulturní památka České republiky. Je farním kostelem žďárecké farnosti.

## Historie
Raně gotické jádro žďáreckého kostela bylo postaveno kolem roku 1260, v pozdějších staletích bylo upravováno. Jedná se o jednolodní stavbu s pravoúhle zakončeným kněžištěm a mohutnou hranolovou věží před západním průčelí, v jejímž podvěží je hlavní vchod do kostela. U severní stěny presbytáře je přistavěna sakristie, u jižní zdi lodi kaple.
Kolem kostela se nacházel hřbitov; jeho zachovaná ohradní zeď s bránou je také památkově chráněna.